# ۴-فنیل-۴٬۲٬۱-تری‌آزول-۵٬۳-دیون
۴-فنیل-۴،۲،۱-تری‌آزول-۵،۳-دیون (به انگلیسی: 4-Phenyl-1,2,4-triazole-3,5-dione) با فرمول شیمیایی C۸H۵N۳O۲ یک ترکیب شیمیایی با شناسه پاب‌کم ۷۷۹۱۳ است. که جرم مولی آن ۱۷۵٫۱۵ g/mol می‌باشد. شکل ظاهری این ترکیب، جامد قرمز است.